# Élodie Pasquier
Élodie Pasquier (* um 1985) ist eine französische Jazz- und Improvisationsmusikerin (Klarinette, Komposition).

## Leben und Wirken
Pasquier hat eine Ausbildung in Jazz und Klassik absolviert, studierte am Konservatorium von Besançon und schloss mit DEMs in
Klarinette und in Kammermusik ab.
Pasqual war Leiterin des Quintetts Mona, mit dem sie 2017 ihr gleichnamiges Debütalbum vorlegte, das von der Kritik herausgestellt wurde. Mit dem  Pianisten Grégoire Gensse spielte sie im Duo OrTie (Label Laborie Jazz). Weiterhin gehört sie zu The Very Big Experimental Toubifri Orchestra, für das sie auch komponiert. Im Trio des Geigers Clément Janinet (u. a. mit dem Cellisten Clément Petit) stellte sie das Projekt Litanie des cimes beim Jazzfestival Saalfelden vor, das wie ein „Gemeinschaftsgebet“ wirkte, „bei dem imaginäre Folklore, stilisierte Alte Musik und Zeitgenössisches zwischen meditativer Melancholie und energischen Soli“ kreist. Sie bildete ein Duo mit Didier Ithursarry, das 2023 auch beim Festival Jazzdor in Berlin auftrat, und spielt in Solokonzerten und mit Gästen wie François Thuillier, Loïc Lantoine und Franck Vaillant.
Außerdem wirkte Pasqual als Klarinettistin in verschiedenen Projekten von Jean-Marie Machado (Danzàs, L'Amour Sorcier und Sinfonia), in Les Etrangers Familiers von der Cie des Musiques à Ouïr, Mad Mapple der Bratschistin Séverine Morfin, im Sextett Space, Times and Mirror des Akkordeonisten Christophe Girard, Lark's Head unter der gemeinsamen Leitung von Sarah Murcia und Sylvaine Hélary, dem Orchestre Incandescent von Sylvaine Hélary und dem Orkestra Arteskor von Laurent Bonnot. Weiterhin trat sie mit Sébastien Boisseau, Ensemble Art Sonic, Elise Caron, Cirque Plume, pAn-G, Sweet Dog, Laura Perrudin und dem Marmite Infernale auf.
Pasquier leitete Meisterklassen am HEMU Lausanne, der Opéra de Lyon und ENM Villeurbanne.
2009 errang Pasquier beim Tremplin in Avignon, wo sie mit dem Lyoner Trio Signe auftrat, den Instrumentalistenpreis.

## Diskographische Hinweise
- 2013: OrTie  (Label Laborie Jazz, mit Grégoire Gensse)
- 2017: Mona (Label Laborie Jazz, mit Frédéric Roudet, Romain Dugelay, Hilmar Jensson, Teun Verbruggen)
- 2017: The Very Big Experimental Toubifri Orchestra + Loïc Lantoine: Nous (Irfan)
- 2019: Jean-Marie Machado & Orchestre Danzàs: Pictures for Orchestra  ([ECM Records])
- 2020: Clément Janinet La Litanie des Cimes (Gigantonium, mit Bruno Ducret)
- 2021: The Very Big Experimental Toubifri Orchestra: Dieu Poulet (LGE)
- 2023: Jean-Marie Machado & Danzas: Cantos Brujos (Label La Buissonne)